# Bückeburger Aue
Die Bückeburger Aue, meist nur Aue genannt, ist ein rund 39 km langer, rechtsseitiger bzw. östlicher Nebenfluss der Weser im Landkreis Schaumburg in Niedersachsen und im Kreis Minden-Lübbecke in Nordrhein-Westfalen.

## Verlauf
Die Aue entspringt auf der Nordwestabdachung des Süntel. Ihre Quelle liegt südöstlich des Ortsteils Hattendorf der niedersächsischen Gemeinde Auetal auf einer Höhe von etwa 270 m ü. NHN.
Anfangs fließt die Aue in westlicher Richtung durch ein Wald- und Wiesental bis zur Obersburg sodann nach Norden durch Rehren, wo sie die Bundesautobahn 2 unterquert. Sie folgt nun nördlich deren Straßenverlauf und fließt in westlicher Richtung durch das Dorf Poggenhagen, an der Ortsgrenze von Rolfshagen folgt sie dem kühlen Grund, weiter durch Borstel, vorbei an Buchholz, immer nördlich des Wesergebirges und parallel dazu. Sie fließt nördlich an der Autobahn-Anschlussstelle Bad Eilsen vorbei und durch das Dorf Heeßen, wo sie ihre westliche Fließrichtung ändert und nun nach Norden verläuft.
Anschließend fließt sie nördlich der Bundesstraße 83 durch Bad Eilsen und seinen Kurpark, durch den Taleinschnitt also zwischen Harrl und Bückeberg und durch das Dorf Ahnsen. In Vehlen unterquert sie die Bundesstraße 65 und fließt durch die Bückeburger Ortsteile Achum, Warber und Meinsen. Durch den Warber-Entlastungsgraben speist sie den Mittellandkanal.
Hinter Meinsen fließt sie wieder in Richtung Westen. Hier, südlich des Schaumburger Waldes, in der Bückeburger Niederung, zweigt der Aue-Kanal ab, den die Aue in Minden-Päpinghausen wieder aufnimmt.
Die Aue umfließt den Schaumburger Wald im Süden und verlässt bei Evesen am Gevattersee kurz den Landkreis Schaumburg und das Land Niedersachsen. Östlich von Dankersen, einem Ortsteil der nordrhein-westfälischen Stadt Minden, fließt sie weiter entlang der Landesgrenze, nun parallel zur Weser, zwischen der Bundesstraße 482 und dem Schaumburger Wald, in Richtung Norden. Noch bei Dankersen unterquert sie den Mittellandkanal, fließt weiter durch Bückeburg-Cammer, Päpinghausen und Frille.
Schließlich mündet die Aue bei Lahde in Ostwestfalen auf 34 m Höhe in die Weser. Ihr mittlerer Abfluss beträgt hier 1,5 m³/s.

### Nebenflüsse
Die Aue nimmt das Wasser zahlreicher kleiner Bäche und namenloser Rinnsale von den Nordhängen des Wesergebirges, dem südlichen Bückeberg und dem Harrl auf. Dazu gehören diese größeren Zuflüsse:
- Steinbeeke
- Oelberger Bach
- Krainhäger Beeke
- Liethbach
- (Bückeburger) Schlossbach
- Rennriehe
- Sandfurthbach

## Geschichte
In früheren Jahrhunderten wurden durch die Aue zahlreiche Eisenhämmer und Wassermühlen angetrieben.

### Mühlen
Heute nicht mehr vorhandene Mühlen sind westlich von Rehren die Schneide- und Ölmühle zu Poggenhagen (bis 1962 betrieben) und die Borsteler Mühle. Heute noch vorhandene Mühlenbauten sind die Schwarze Mühle bei Rolfshagen, die bis in die 1970er Jahre betriebene Arensburger Papiermühle, 300 m unterhalb des Ortsteils Fahrenplatz gelegen, sowie die einige hundert Meter entfernt liegende Schlingmühle (bis etwa 1960 betrieben) zwischen Buchholz und Steinbergen. Mit eingeschränktem Betrieb arbeitet noch die Mühle in Ahnsen, während im nächsten Dorf Vehlen der Betrieb der Vehlener Mühle eingestellt wurde.

### Eisenhämmer
Bei den Eisenhämmern am Oberlauf der Aue handelte es sich um den Bernser Eisenhammer (der lange bis in unsere Tage als Ausflugsgaststätte diente) und den Rolfshäger Eisenhammer, der bis nach dem Zweiten Weltkrieg zum Beispiel Spaten, Sensen und Äxte produzierte. Der bei weitem malerischste Eisenhammer war der Buchholzer Blankhammer, dicht bei dem Dorfe Buchholz, der häufig von Schaumburger Ölmalern dargestellt wurde (mit seinen charakteristischen großen schiefstehenden Kiefern daneben und dem Arensburger Autobahnviadukt im Hintergrund). Von diesem Eisenhammer sind heute nur noch geringe Spuren im Gelände vorhanden. Das ehemalige Wohnhaus des jeweiligen Hammerpächters jedoch ist erhalten und steht etwa 100 m weiter am östlichen Dorfrand von Buchholz.